# Achtasser

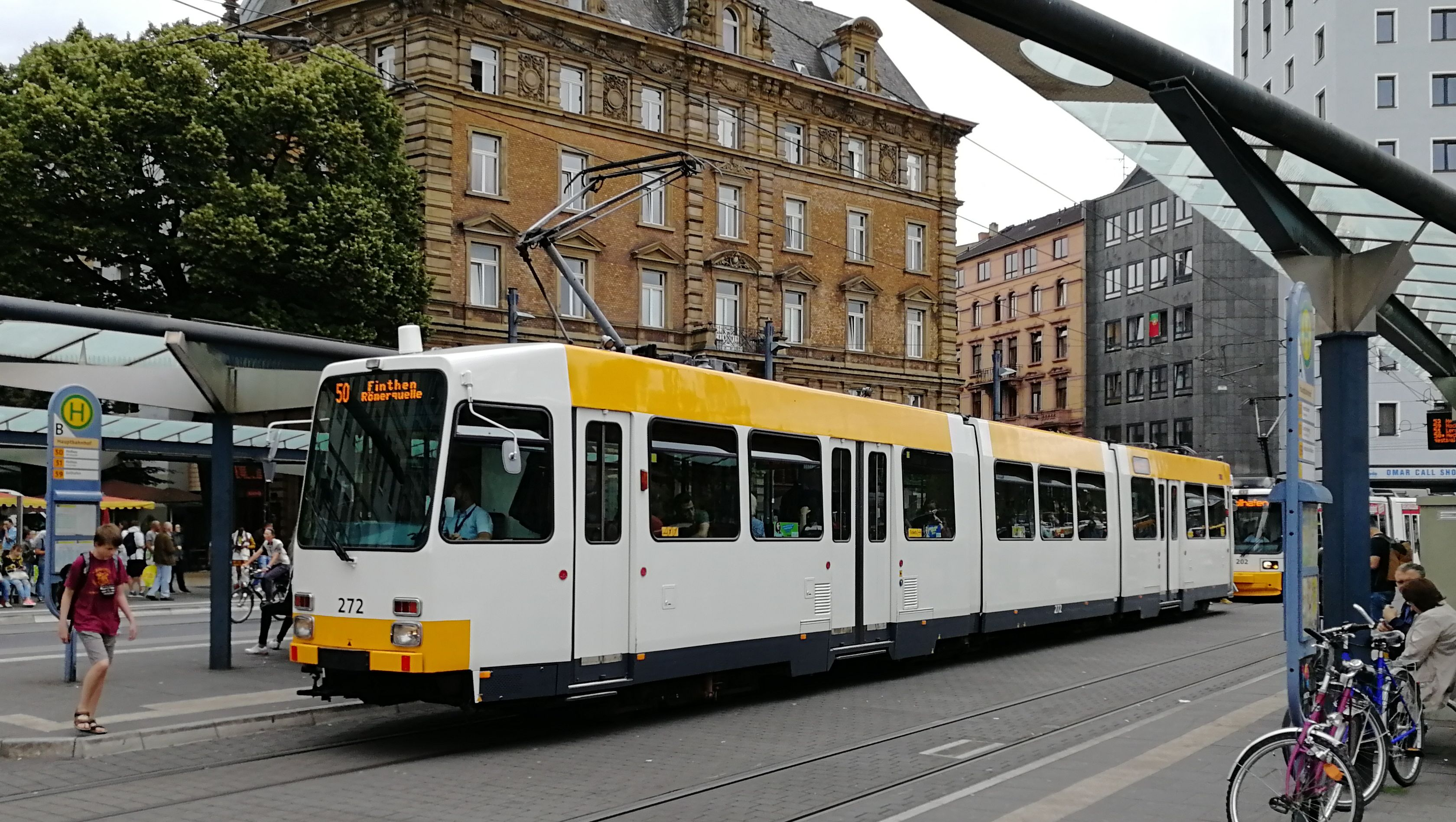
Dubbelgelede achtasser in Mainz type M8C.

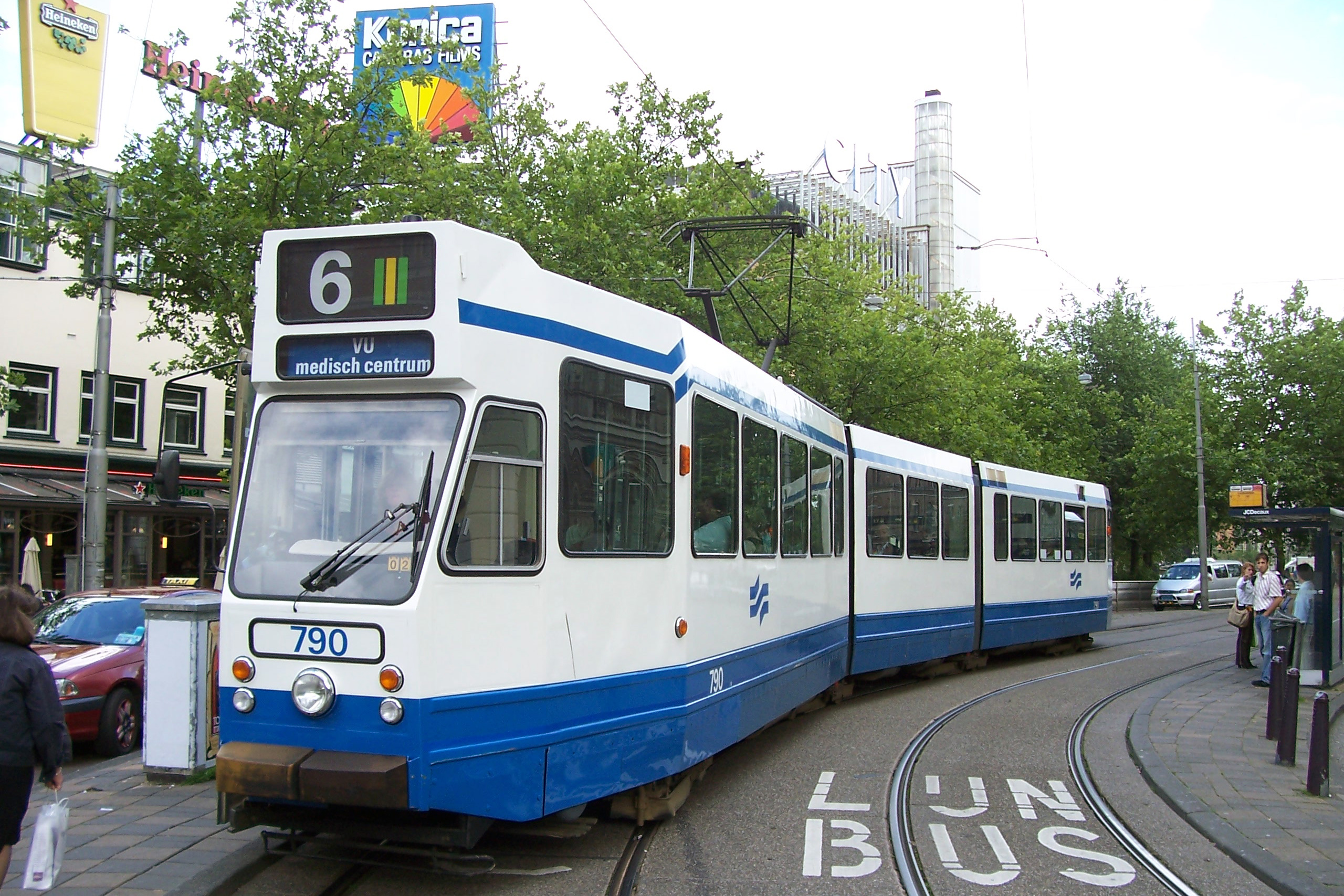
Dubbelgelede achtasser van de Amsterdamse tram 790 (serie uit 1979-'81).

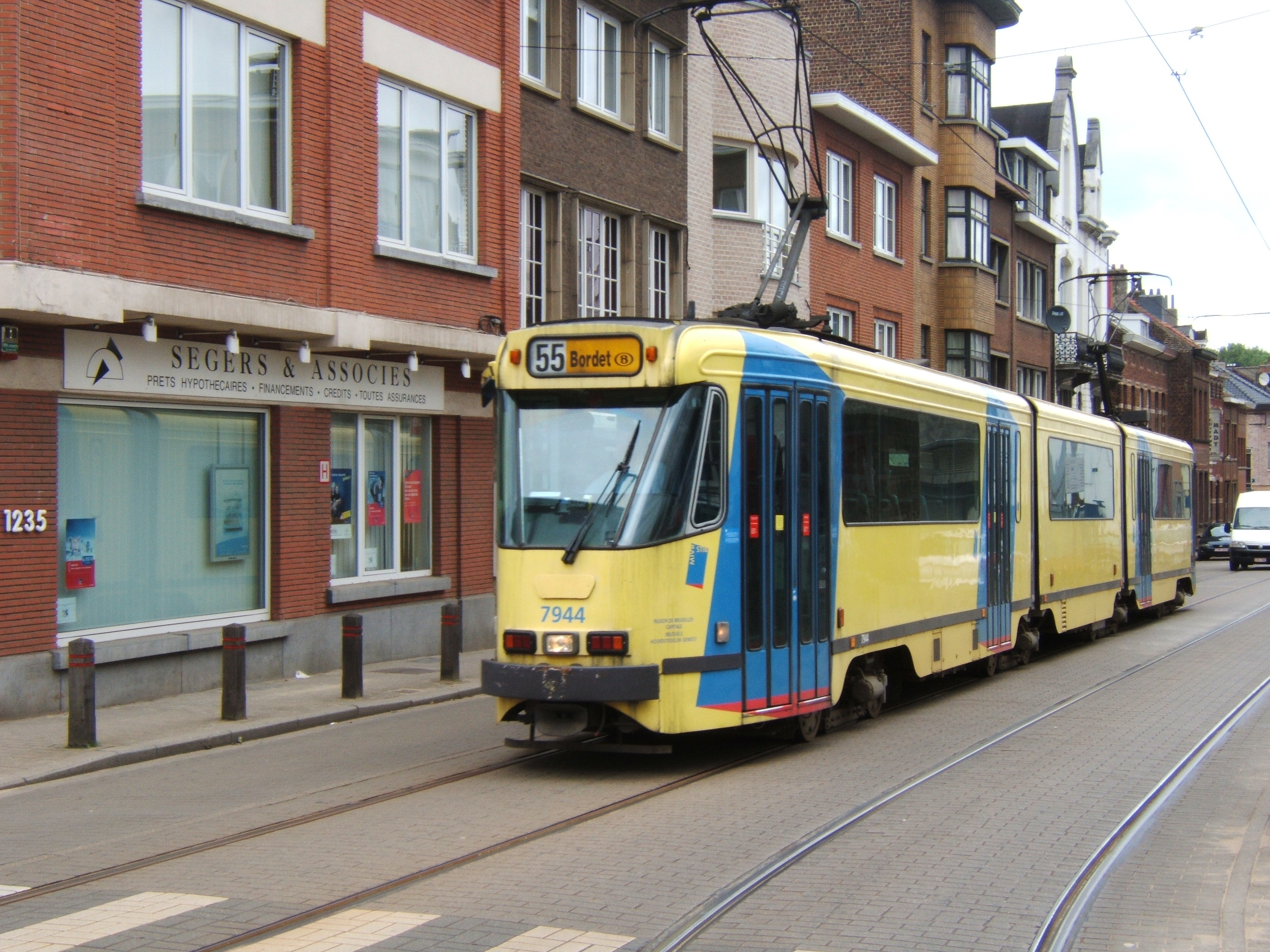
Dubbelgelede achtasser van de Brusselse tram 7944 (7900-reeks).

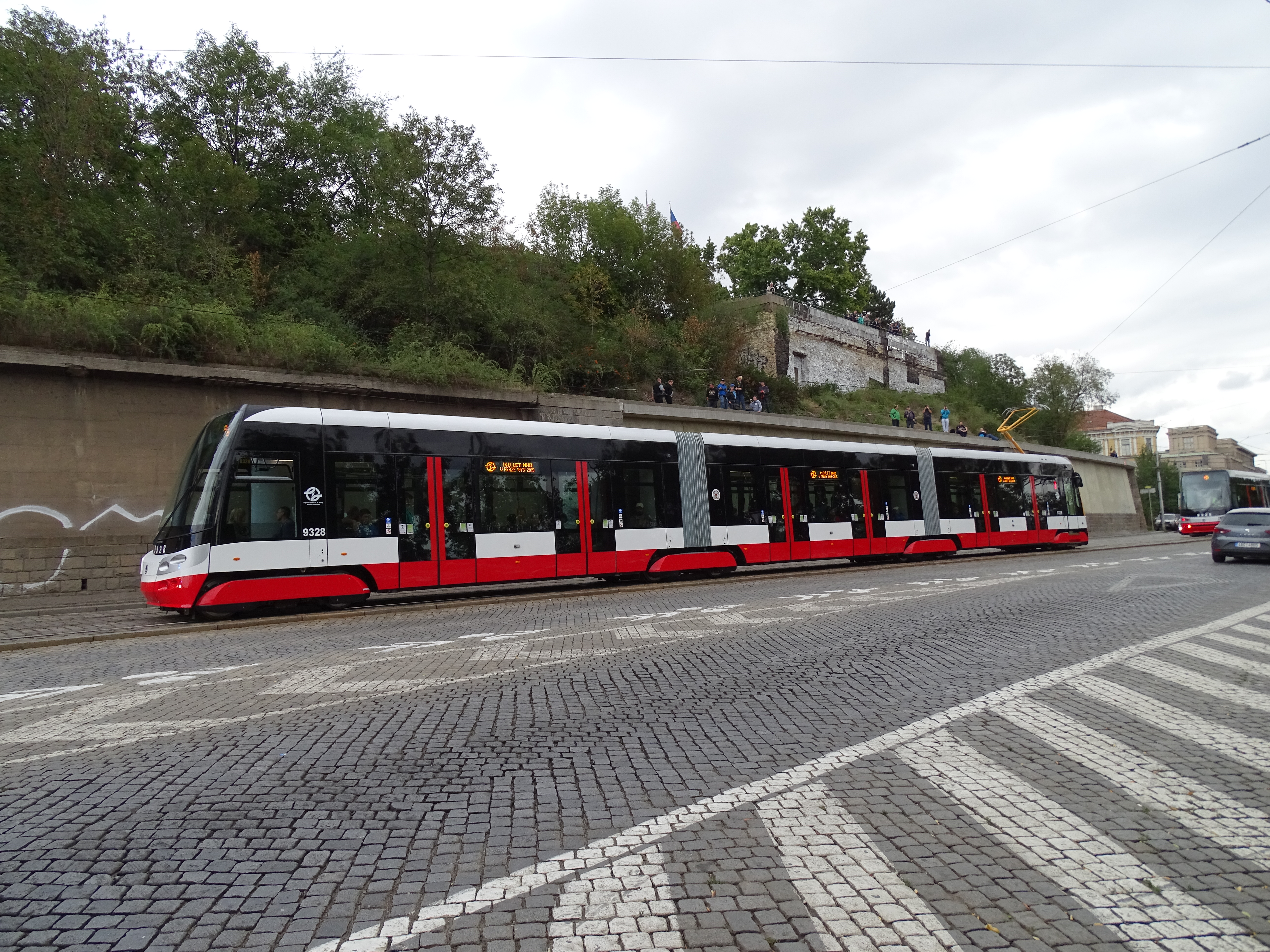
Dubbelgelede achtasser van de tram van Praag 9328.

Een achtasser is een voertuig dat rust op acht assen. De benaming wordt vooral in de tramwegwereld gebruikt.

## Achtassige gelede trams
Bij trams zijn de achtassers meestal dubbelgelede wagens. Hierbij rusten drie wagenbakken verbonden door twee geledingen in het midden op twee Jacobsdraaistellen. Aan de einden van de tram zijn twee motordraaistellen, de middelste twee draaistellen zijn meestal loopdraaistellen, maar er zijn ook trams met acht aangedreven assen, zoals de Haagse GTL. Minder voorkomend is het type tram met opgelegde bak, zoals bijvoorbeeld in Freiburg im Breisgau in Duitsland.
De eerste dubbelgelede achtassers werden in de jaren vijftig gebouwd. Bij de Rheinbahn, de tram van Düsseldorf, werden in 1957 de eerste achtassers van Düwag in gebruik genomen. In de decennia erna verschenen in vele Europese steden trams van dit type, waaronder de "Jumbotrams" van de Tram van Milaan. In het laatste kwart van de 20e eeuw was Düwag succesvol met het type M/N8, hoewel die alleen aan Duitse steden zijn verkocht. In de 21e eeuw is de Flexity Classic een van de meest geleverde achtassers.

### In Nederland
Bij de Amsterdamse tram werd in 1958 een in 1957 gebouwde zesasser (Bolkop 551) van een extra middenbak en draaistel voorzien. Dit was de eerste van de vele dubbelgelede wagens. Tussen 1959 en 1991 werden nog eens 260 dubbelgelede achtassers geleverd, terwijl in 1972-73 nog 36 enkelgelede wagens verlengd werden tot achtassers. Tot 2021 waren er nog 45 achtassers in gebruik. In Rotterdam verschenen de eerste achtassers in 1964 waarvan er 36 werden gebouwd. In 1975 werden 24 enkelgelede wagens verlengd tot achtasser. De meeste middenbakken werden voor afvoer overgezet in jongere soortgenoten waarvan de laatste werden afgevoerd in 2005. In Den Haag verschenen de eerste achtassers in 1981. Deze trams van het type GTL hebben acht aangedreven assen. Tot 1993 werden er hiervan 147 gebouwd (3001-3147). Anno 2023 zijn er nog 61 van in dienst.

### In België
In België zijn vanaf 1977 achtassers (PCC-serie 7900, 61 stuks) geleverd aan de Brusselse tram door BN te Brugge. Dezelfde fabrikant leverde in de jaren tachtig aan de toen nog bestaande NMVB (Kusttram) aanvankelijk één proefwagen. In de jaren 1990 werden de aanwezige zesassers -van eveneens BN- met een lagevloermiddenbak en extra draaistel verlengd tot achtassers. Vanaf 2021 worden ze vervangen door lagevloertrams.

## Moderne ontwikkelingen
Door de komst van de lagevloertrams sinds de jaren negentig hebben moderne trams meestal minder assen dan vroeger en soms helemaal geen assen, maar losse, niet door assen verbonden, wielen. Een tram met zestien wielen die vroeger achtasser werd genoemd is dan eigenlijk een zestienwieler. Zestienwielige trams rijden in groten getale onder andere in: Antwerpen, Brussel, Den Haag, Gent, Luxemburg en Utrecht. In Den Haag rijden ook nog 'echte' achtassers in de vorm van de RegioCitadis.